# O Saviñao
Saviñao là một đô thị ở tỉnh Lugo ở cộng đồng tự trị Galicia, comarca Terra de Lemos của Tây Ban Nha.
Phía bắc giáp Paradela và Taboada, phía nam giáp Pantón, phía đông giáp Pantón, Monforte de Lemos và Bóveda còn phía tây giáp Taboada và Chantada. Độ cao trung bình 600 mét trên mực nước biển.

## Parroquia
| - Abuíme (San Xoán) - A Broza (San Tomé) - Chave (San Sadurniño) - A Cova (San Martiño) - Diomondi (San Paio) - Eirexafeita (San Vicente) - Fión(San Lourenzo) - Freán (Santa Cecilia) - A Laxe (San Fiz) - Licín (Santalla) - Louredo (Santiago) - Marrube (Santa María) - Mourelos (San Xulián) - Ousende (Santa María) - Piñeiró (San Sadurniño) | - Rebordaos (Santalla) - Reiriz (Santa María) - Rosende (Santa Mariña) - San Vitorio de Ribas de Miño (San Vitorio) - Santo Estevo de Ribas de Miño (Santo Estevo) - Segán (Santa María) - Seteventos (Santa María) - Sobreda (San Xoán) - Vilacaíz (San Xulián) - Vilaesteva (San Salvador) - Vilasante (San Salvador) - Vilatán (San Xoán) - Vilelos (San Martiño) - Xuvencos (Santiago) |